# حبل علية (حزم العدين)

تعديل مصدري - تعديل

حبل علية محلة تابعة لقرية العرم، التابعة لعزلة الاحكوم بمديرية حزم العدين إحدى مديريات محافظة إب في الجمهورية اليمنية، بلغ تعداد سكانها 53 حسب تعداد اليمن لعام 2004.